# HD 215497
HD 215497 (HIP 112441 / SAO 247578) es una estrella en la constelación austral de Tucana de magnitud aparente +8,97. En 2009 se descubrieron dos planetas extrasolares orbitando en torno a esta estrella.
HD 215497 es una enana naranja, una estrella que, como el Sol, genera su energía por la fusión nuclear de su hidrógeno interno.
De tipo espectral K3V, tiene una temperatura efectiva de 5113 ± 93 K.
Sus características son similares a las de ε Eridani o Gliese 892, pero está mucho más alejada que cualquiera de ellas, ya que se encuentra a 143 años luz de distancia.
La metalicidad de HD 215497 es superior a la del Sol ([Fe/H] = +0,23 ± 0,07). Con una masa de 0,87 masas solares, su edad es inferior a 7000 millones de años.
Su luminosidad es aproximadamente la mitad de la luminosidad solar.

## Sistema planetario
El planeta más interno, designado HD 215497 b, orbita a una distancia media de 0,047 UA respecto a la estrella. 
Es del tipo «Súper-Tierra», siendo su masa mínima 6,6 veces mayor que la masa de la Tierra.
El segundo planeta, denominado HD 215497 c, tiene una masa mínima 0,33 veces la masa de Júpiter. Su distancia media a la estrella es de 1,28 UA y su período orbital es de 568 días.
Ambos planetas han sido detectados con el espectrógrafo HARPS.
| Acompañante (En orden desde la estrella) | Masa (MJ) | Período orbital (días) | Semieje mayor (UA) | Excentricidad |
| ---------------------------------------- | --------- | ---------------------- | ------------------ | ------------- |
| b                                        | > 0,02    | 3,93404 ± 0,00066      | 0,047              | 0,16 ± 0,009  |
| c                                        | > 0,33    | 567,94 ± 2,7           | 1,282              | 0,49 ± 0,04   |